# 10143 Kamogawa
10143 Kamogawa este un asteroid din centura principală de asteroizi.

## Descriere
10143 Kamogawa este un asteroid din centura principală de asteroizi. A fost descoperit pe 8 ianuarie 1994 la Dynic de Atsushi Sugie. El prezintă o orbită caracterizată de o semiaxă mare de 2,98 ua, o excentricitate de 0,22 și o înclinație de 19,5° în raport cu ecliptica.